# Тані-Махале
Тані-Махале (перс. تاني محله) — село в Ірані, у дегестані Чубар, у бахші Ахмадсарґураб, шагрестані Шафт остану Ґілян. За даними перепису 2006 року, його населення становило 295 осіб, що проживали у складі 83 сімей.

## Клімат
Середня річна температура становить 14,35°C, середня максимальна – 28,20°C, а середня мінімальна – -0,43°C. Середня річна кількість опадів – 944 мм.
| Клімат поселення                              | Клімат поселення | Клімат поселення | Клімат поселення | Клімат поселення | Клімат поселення | Клімат поселення | Клімат поселення | Клімат поселення | Клімат поселення | Клімат поселення | Клімат поселення | Клімат поселення | Клімат поселення |
| Показник                                      | Січ.             | Лют.             | Бер.             | Квіт.            | Трав.            | Черв.            | Лип.             | Серп.            | Вер.             | Жовт.            | Лист.            | Груд.            |                  |
| Середній максимум, °C                         | 9,82             | 10,37            | 12,32            | 18,12            | 22,37            | 25,91            | 28,20            | 27,79            | 23,82            | 21,25            | 17,00            | 12,31            |                  |
| Середня температура, °C                       | 4,68             | 5,24             | 7,18             | 12,99            | 17,24            | 20,79            | 23,81            | 23,40            | 19,43            | 16,87            | 12,61            | 7,92             |                  |
| Середній мінімум, °C                          | −0,43            | 0,12             | 2,05             | 7,86             | 12,10            | 15,65            | 19,43            | 19,00            | 15,03            | 12,47            | 8,22             | 3,52             |                  |
| Норма опадів, мм                              | 100              | 81               | 78               | 53               | 41               | 26               | 20               | 44               | 93               | 141              | 127              | 140              |                  |
| Середньомісячна швидкість вітру, м/с          | 2.29             | 2.31             | 2.40             | 2.30             | 2.30             | 2.53             | 2.50             | 2.38             | 2.10             | 2.01             | 1.90             | 1.91             |                  |
| Середньомісячна сонячна радіація, кДж/м²·день | 6901             | 9032             | 11136            | 15773            | 20070            | 22332            | 23187            | 19645            | 16092            | 11084            | 8676             | 6633             |                  |
| --------------------------------------------- | ---------------- | ---------------- | ---------------- | ---------------- | ---------------- | ---------------- | ---------------- | ---------------- | ---------------- | ---------------- | ---------------- | ---------------- | ---------------- |
| Джерело:                                      |                  |                  |                  |                  |                  |                  |                  |                  |                  |                  |                  |                  |                  |